# Lijst van nummer 1-hits in de Nederlandse Top 40 in 1973
Deze hits stonden in 1973 op nummer 1 in de Nederlandse Top 40.
| Nummer | Datum        | Artiest            | Titel                                              |
| ------ | ------------ | ------------------ | -------------------------------------------------- |
| 117    | 6 januari    | The Osmonds        | Crazy horses                                       |
|        | 13 januari   | The Osmonds        | Crazy horses                                       |
|        | 20 januari   | The Osmonds        | Crazy horses                                       |
|        | 27 januari   | The Osmonds        | Crazy horses                                       |
| 118    | 3 februari   | The Sweet          | Block buster                                       |
|        | 10 februari  | The Sweet          | Block buster                                       |
|        | 17 februari  | The Sweet          | Block buster                                       |
|        | 24 februari  | The Sweet          | Block buster                                       |
| 119    | 3 maart      | Chi Coltrane       | Go like Elijah                                     |
|        | 10 maart     | Chi Coltrane       | Go like Elijah                                     |
|        | 17 maart     | Chi Coltrane       | Go like Elijah                                     |
| 120    | 24 maart     | The Osmonds        | Down by the lazy river                             |
|        | 31 maart     | The Osmonds        | Down by the lazy river                             |
| 121    | 7 april      | Mort Shuman        | Le lac majeur                                      |
|        | 14 april     | Mort Shuman        | Le lac majeur                                      |
|        | 21 april     | Mort Shuman        | Le lac majeur                                      |
| 122    | 28 april     | Cliff Richard      | Power to all our friends                           |
|        | 5 mei        | Cliff Richard      | Power to all our friends                           |
|        | 12 mei       | Cliff Richard      | Power to all our friends                           |
|        | 19 mei       | Cliff Richard      | Power to all our friends                           |
| 123    | 26 mei       | Dawn               | Tie a yellow ribbon round the ole oak tree         |
|        | 2 juni       | Dawn               | Tie a yellow ribbon round the ole oak tree         |
| 124    | 9 juni       | Redbone            | We were all wounded at Wounded Knee                |
|        | 16 juni      | Redbone            | We were all wounded at Wounded Knee                |
|        | 23 juni      | Redbone            | We were all wounded at Wounded Knee                |
|        | 30 juni      | Redbone            | We were all wounded at Wounded Knee                |
|        | 7 juli       | Redbone            | We were all wounded at Wounded Knee                |
| 125    | 14 juli      | Sharif Dean        | Do you love me?                                    |
|        | 21 juli      | Sharif Dean        | Do you love me?                                    |
|        | 28 juli      | Sharif Dean        | Do you love me?                                    |
|        | 4 augustus   | Sharif Dean        | Do you love me?                                    |
|        | 11 augustus  | Sharif Dean        | Do you love me?                                    |
| 126    | 18 augustus  | Freddy Breck       | Rote Rosen                                         |
|        | 25 augustus  | Freddy Breck       | Rote Rosen                                         |
|        | 1 september  | Freddy Breck       | Rote Rosen                                         |
|        | 8 september  | Freddy Breck       | Rote Rosen                                         |
| 127    | 15 september | Golden Earring     | Radar love                                         |
|        | 22 september | Golden Earring     | Radar love                                         |
|        | 29 september | Golden Earring     | Radar love                                         |
| 128    | 6 oktober    | Demis Roussos      | My friend the wind                                 |
|        | 13 oktober   | Demis Roussos      | My friend the wind                                 |
| 129    | 20 oktober   | The Rolling Stones | Angie                                              |
|        | 27 oktober   | The Rolling Stones | Angie                                              |
|        | 3 november   | The Rolling Stones | Angie                                              |
|        | 10 november  | The Rolling Stones | Angie                                              |
| 130    | 17 november  | The Hollies        | The day that Curly Billy shot down Crazy Sam McGee |
|        | 24 november  | The Hollies        | The day the Curly Billy shot down crazy Sam McGee  |
| 131    | 1 december   | Demis Roussos      | Schönes mädchen aus Arcadia                        |
|        | 8 december   | Demis Roussos      | Schönes mädchen aus Arcadia                        |
| 132    | 15 december  | Gerard Cox         | 't Is weer voorbij, die mooie zomer                |
|        | 22 december  | Gerard Cox         | 't Is weer voorbij, die mooie zomer                |
|        | 29 december  | Gerard Cox         | 't Is weer voorbij, die mooie zomer                |